# Ingo Weiß (Politiker)
Ingo Weiß (* 24. Januar 1937 in Neuburg a.d.Donau) ist ein deutscher Kommunal- und Landespolitiker (CSU).

## Leben
Weiß verbrachte die Jugendzeit in Niederleierndorf und besuchte die Oberrealschule Regensburg. Nach dem Abitur (1958) studierte er Rechtswissenschaften in Erlangen und München. Die zwei juristischen Staatsprüfungen legte er 1962 beziehungsweise 1966 ab. Von 1967 an war er in der inneren Staatsverwaltung tätig, zuletzt als Regierungsrat beim Landratsamt Vilsbiburg. 
Vom 22. November 1970 bis zur Niederlegung seines Mandates am 25. April 1978 war er Abgeordneter im Bayerischen Landtag. Vom 1. Mai 1978 bis 30. April 2002 war er Landrat des niederbayerischen Landkreises Straubing-Bogen.
Er ist verheiratet und hat drei Kinder.

## Ehrenämter
Vor der Kreisreform war er bereits Mitglied des Kreistags Mallersdorf, ab 1. Juli 1972 bis zur Wahl als Landrat war er in die gleiche Funktion im Landkreis Straubing-Bogen gewählt.
Weiß war von 1993 bis 1998 Vorsitzender der Euregio Bayerischer Wald – Böhmerwald – Unterer Inn. In der Arbeitsgemeinschaft Europäischer Grenzregionen ist er seit 1993 tätig. 

## Ehrungen
- 1982: Verdienstkreuz am Bande der Bundesrepublik Deutschland
- 1984: Gold-Abzeichen der Panzerbrigade 24
- 1989: Verdienstkreuz 1. Klasse der Bundesrepublik Deutschland
- 1991: Kommunale Verdienstmedaille in Silber
- 1993: Korpsmedaille des II. Korps
- 1994: Bayerischer Verdienstorden
- 2001: Umweltmedaille des Freistaates Bayern